# 妙光寺 (古河市)
妙光寺（みょうこうじ）は、茨城県古河市中央町（西鷹匠町）にある、日蓮宗の寺院。正式には、山号を法興山、寺号を妙光寺という。 旧本山は、大本山法華経寺。小西法縁。

## 概要
鎌倉時代、1288年（正応元年）日胤によって開かれた。創建時はのちの江戸時代に古河城の薬研掘となる場所にあったが、1596年～1615年（慶長年間）現在地に移されたと考えられている。なお、1373年（応安6年）中山法華経寺の日祐が記した譲状に「下総国古河妙光寺」と記されていることから、南北朝時代には存在が確認できる。また、寺を開いた日胤については、1668年（寛文8年）書かれた当寺の縁起では、「初代住職は日蓮の直弟子・日胤」としている。しかしながら、日蓮からかなり時代がさかのぼるが、『吾妻鏡』1181年（治承5年）五月八日の条にて、以仁王の挙兵に参加して戦死した千葉常胤の子・日胤が該当するとも考えられている。当時の古河は下河辺荘の拠点であり、下河辺氏は源頼政の郎党として以仁王の挙兵に参加していたことから、何らかのつながりが想定される。実際に、妙光寺創建の地とされる古河城内は、源頼政の首を祀った頼政塚（のちの頼政神社）があり、頼政の家臣・猪早太の曾孫が開基したと伝わる徳星寺も創建されているなど、ゆかりが深い地であった。古河妙光寺を開山した日胤は、古河村の人物であり、千葉常胤の子・日胤ではない。また、1306年（徳治元年）死亡している。寺宝として、葛飾北斎が晩年に描いた「七面大明神応現図」がある（東京国立博物館寄託）。

## 文化財
- 妙光寺馬頭観世音塔： 舟形石塔で像型は馬頭観世音立像。銘文には1718年（享保3年）とある。頭上に宝馬をいただく六臂の典型的な馬頭観音像である。古河市指定文化財（有形民俗文化財）[4]。

## 交通
- 鉄道
  - JR宇都宮線（東北本線）古河駅西口から徒歩12分（約1.0km）、市内観光用無料レンタル自転車「コガッツ」利用可[5]
  - 東武日光線新古河駅東口から徒歩21分（約1.7km）